# Ramaraomyces corticola
Ramaraomyces corticola är en svampart som beskrevs av N.K. Rao, Manohar. & Goos 1989. Ramaraomyces corticola ingår i släktet Ramaraomyces, divisionen sporsäcksvampar och riket svampar.   Inga underarter finns listade i Catalogue of Life.